# 없앨 수 있는 특이점

x = 2에서 없앨 수 있는 특이점을 갖는 포물선의 그래프

복소해석학에서, 정칙함수의 없앨 수 있는 특이점이란 그 점에서 함수가 정의되어 있지는 않지만, 결과적으로 함수가 그 점의 근방에서 정칙이 되도록 정의될 수 있는 점을 말한다.
예를 들어, (정규화되지 않은) 싱크함수
{\displaystyle {\text{sinc}}(z)={\frac {\sin z}{z}}}
는 z = 0을 특이점으로 갖는다. 이 특이점은 {\displaystyle {\text{sinc}}}의 z가 0으로 갈 때의 극한인, {\displaystyle {\text{sinc}}(0):=1}으로 정의함으로써 제거될 수 있다. 결과로 얻은 함수는 정칙함수이다. 이 경우 문제는 {\displaystyle {\text{sinc}}}가 부정형으로 주어졌기 때문에 초래되었다.. 해당 특이점 주변에서 {\displaystyle {\frac {\sin(z)}{z}}}에 대한 거듭제곱 전개를 취하면
{\displaystyle {\text{sinc}}(z)={\frac {1}{z}}\left(\sum _{k=0}^{\infty }{\frac {(-1)^{k}z^{2k+1}}{(2k+1)!}}\right)=\sum _{k=0}^{\infty }{\frac {(-1)^{k}z^{2k}}{(2k+1)!}}=1-{\frac {z^{2}}{3!}}+{\frac {z^{4}}{5!}}-{\frac {z^{6}}{7!}}+\cdots .}
형식적으로, 만일 {\displaystyle U\subset \mathbb {C} }가 복소평면 {\displaystyle \mathbb {C} }의 열린 부분집합이고, {\displaystyle a\in U} 가 {\displaystyle U}의 점이며, {\displaystyle f:U\setminus \{a\}\rightarrow \mathbb {C} }가 정칙함수일 때, {\displaystyle U\setminus \{a\}}에서 {\displaystyle f}와 일치하는 정칙함수 {\displaystyle g:U\rightarrow \mathbb {C} }가 있으면, {\displaystyle a}를 없앨 수 있는 특이점이라 한다. 이때, 그러한 {\displaystyle g}가 존재하면, {\displaystyle f}는 {\displaystyle U} 위에 정칙적으로 확장 가능하다고 한다.

## 리만의 정리
없앨 수 있는 특이점에 대한 리만의 정리는 다음과 같다.
 정리. {\displaystyle D\subset \mathbb {C} }가 복소평면의 열린 부분집합이고, {\displaystyle a\in D}가 {\displaystyle D}의 점이며 {\displaystyle f}가 집합 {\displaystyle D\setminus \{a\}}에서 정의된 정칙함수라 하자. 그러면 다음은 동치이다:
1. {\displaystyle f}가 {\displaystyle a}로 정칙적으로 확장 가능하다.
2. {\displaystyle f}가 {\displaystyle a}로 연속적으로 확장 가능하다.
3. {\displaystyle f}가 유계인 {\displaystyle a}의 근방이 존재한다.
4. {\displaystyle \lim _{z\to a}(z-a)f(z)=0}.

1 ⇒ 2  ⇒ 3  ⇒ 4의 함의는 자명하다. 4 ⇒ 1를 증명하기 위해, {\displaystyle a}에서의 정칙성이 {\displaystyle a}에서 해석적인 것과 동치임을 상기하자(증명), 즉 거듭제곱급수 표현을 갖는다는 것이다. 다음을 정의하자.
{\displaystyle h(z)={\begin{cases}(z-a)^{2}f(z)&z\neq a,\\0&z=a.\end{cases}}}
분명히, h는 D -{a}에서 정칙이고, (4)에 의해 다음이 존재한다.
{\displaystyle h'(a)=\lim _{z\to a}{\frac {(z-a)^{2}f(z)-0}{z-a}}=\lim _{z\to a}(z-a)f(z)=0}
따라서 h는 D에서 정칙이고 a에 대한 테일러 급수 표현을 갖는다.
{\displaystyle h(z)=c_{0}+c_{1}(z-a)+c_{2}(z-a)^{2}+c_{3}(z-a)^{3}+\cdots \,.}
c0 = h(a) = 0이고 c1 = h'(a) = 0이므로
{\displaystyle h(z)=c_{2}(z-a)^{2}+c_{3}(z-a)^{3}+\cdots \,.}
따라서, z ≠ a일 때, 다음을 얻는다.
{\displaystyle f(z)={\frac {h(z)}{(z-a)^{2}}}=c_{2}+c_{3}(z-a)+\cdots \,.}
그런데,
{\displaystyle g(z)=c_{2}+c_{3}(z-a)+\cdots \,.}
는 D에서 정칙이므로, f의 확장이다.

## 다른 종류의 특이점
실변수 함수와 달리, 정칙함수는 충분히 그들의 특이점을 완전히 분류할 수 있을만큼 굳다. 정칙함수의 특이점은 실제로는 전혀 특이점이 아닌, 즉 없앨 수 있는 특이점이거나, 다음의 두 종류 중 하나이다.
1. 리만의 정리에 비추어, 없앨 수 없는 특이점이 주어지면, {\displaystyle \lim _{z\rightarrow a}(z-a)^{m+1}f(z)=0}인 자연수 {\displaystyle m}이 존재하는지 물을 수도 있을 것이다. 만일 그렇다면, {\displaystyle a}를 {\displaystyle f}의 극점이라 하고, 가장 작은 {\displaystyle m}을 {\displaystyle a}의 위수라 한다. 그러므로 없앨 수 있는 특이점은 정확히 위수가 0인 극점이다. 정칙함수는 이것의 또다른 극점을 균일하게 폭발한다.
2. 만일 {\displaystyle f}의 고립특이점 {\displaystyle a}가 없앨 수 있는 특이점도, 극점도 아니면, 이를 본질적 특이점이라 한다. 피카르의 대정리는 그러한 {\displaystyle f}는 모든 구멍 뚫린 열린 근방 {\displaystyle U\setminus \{a\}}를 최대 한 점을 예외점으로 갖는 복소평면 전체로 사상함을 보여준다.

## 같이 보기
- 해석적 용량
- 없앨 수 있는 불연속점